# Проценко, Елена Степановна
Еле́на Степа́новна Проце́нко (род. 16 апреля 1968, Шепетовка, Хмельницкая область) — российский политический деятель, юрист.
Глава администрации Симферополя с 25 октября 2019 года по 17 февраля 2021 года.

## Биография
Родилась 16 апреля 1968 года в Шепетовке Хмельницкой области. Окончила торговый техникум. Позднее получила высшее образование в Таврическом Национальном Университете имени Вернадского по специальности «право и правоведение».
Трудовую деятельность начала непосредственно по окончании техникума. В дальнейшем занимала различные должности, в том числе и руководящие.
С июля 2017 года возглавляла МУП «Метроград» городского округа Симферополь, отвечающее за функционирование рынков, подземных пешеходных переходов и некоторых других муниципальных объектов.
25 октября 2019 года избрана главой администрации Симферополя на пять лет. По результатам выборов набрала 80 баллов, на втором месте Сергей Зырянов, набравший 74 балла. Всего в конкурсе принимали участие шесть претендентов.
17 февраля 2021 года подала заявление об увольнении с поста главы администрации Симферополя по собственному желанию. С чем это связано, не уточняется.